# Villers-sur-Port
Villers-sur-Port település Franciaországban, Haute-Saône megyében. Lakosainak száma 199 fő (2022. január 1.). Villers-sur-Port Fleurey-lès-Faverney, Amoncourt, Bougnon, Chaux-lès-Port, Port-sur-Saône és Provenchère községekkel határos.

## Népesség
A település népessége az elmúlt években az alábbi módon változott:
| Lakosok száma | 222  | 217  | 218  | 208  | 204  | 200  | 200  | 196  | 199  |
|               | 2013 | 2015 | 2016 | 2017 | 2018 | 2019 | 2020 | 2021 | 2022 |